# Theodor Prüfer
Theodor Prüfer (* 14. Februar 1845 in Drechow, Regierungsbezirk Stralsund; † 6. Mai 1901 in Berlin) war ein deutscher Architekt, der vor allem auf dem Gebiet des evangelischen Sakralbaus hervortrat.

## Wirken
Theodor Prüfer war der Sohn des Pastors Julius Albert Prüfer und wuchs im Pastorat der Kirche Wusterhusen in Wusterhusen auf.
1875 gründete er in Berlin an der Dessauer Straße sein „Atelier für Kirchenbau und Kircheneinrichtungen“ (auch Atelier für Kirchliche Kunst). Zwischen 1875 und 1900 erhielt er mehrere Aufträge für Neu- und Umbauten sowie neue Innenausstattungen (meist mit Glasmalereien) von Dorfkirchen. Dabei hinterließ er ein umfangreiches Gesamtwerk.
Er gab in Berlin ab 1876 die Architekturzeitschrift Archiv für Kirchliche Baukunst und Kirchenschmuck, ab dem vierten Jahrgang Archiv für kirchliche Kunst, heraus. Die Zeitschrift erschien 1888 letztmals.
1876 veröffentlichte er Der Todtentanz in der Marien-Kirche zu Berlin und Geschichte und Idee der Todtentanz-Bilder überhaupt mit einer Widmung an die Mediziner Hermann Klaatsch in Berlin und Schrader in Quedlinburg.

## Werk
- 1879: Restaurierung der Kirche St. Johannis in Katzow (Lage)
- 1881: Umbau der Dorfkirche Liepe im Havelland (Lage)[10]
- 1882–1883: Umbau der Nikolaikirche in Gützkow (Lage)
- 1885: Turm der Kirche Hanshagen in Vorpommern (Lage)
- 1886: Dorfkirche in Kartzow bei Potsdam (Lage)[11]
- 1887: Wohnhaus Ostpreußendamm 160 in Lichterfelde bei Berlin (Lage)[12]
- 1889–1891: Sanierung der Kirche in Steinhöfel (Uckermark)[13]
- 1890: Turm der Kirche in Werder bei Altentreptow (Lage)
- 1891–1893: Wartislaw-Gedächtniskirche in Stolpe an der Peene (Vorpommern) (Lage)
- 1892: Umbau von St. Nikolai in Wotenick[14] (Lage)
- 1892: Turm der Kirche in Zarnekow (Vorpommern) (Lage)
- 1892: Kirche „Zum Guten Hirten“ in Grünheide (Mark)[15] (Lage)
- 1892/93: Neubau und Ausstattung der Dorfkirche Rohrlack, Kreis Ruppin, Brandenburg
- 1895: Renovierung und Glasmalereien in der Kirche in Wusterhusen (Lage)
- 1895 oder 1896: Chor-Anbau für die Kirche Bretwisch in Vorpommern[16] (Lage)
- 1895–1896: Umbau der Kirche in Casekow bei Luckow (Uckermark)[17]
- 1898: umfassende Restaurierung der Dorfkirche in Brunne bei Fehrbellin[18] (Lage)
- 1899–1900: Erweiterungsbau der Pfarrkirche Weißensee in Berlin-Weißensee (Lage)

sowie undatiert:
- Ausstattung der Kirche Behrenhoff in Vorpommern (Lage)

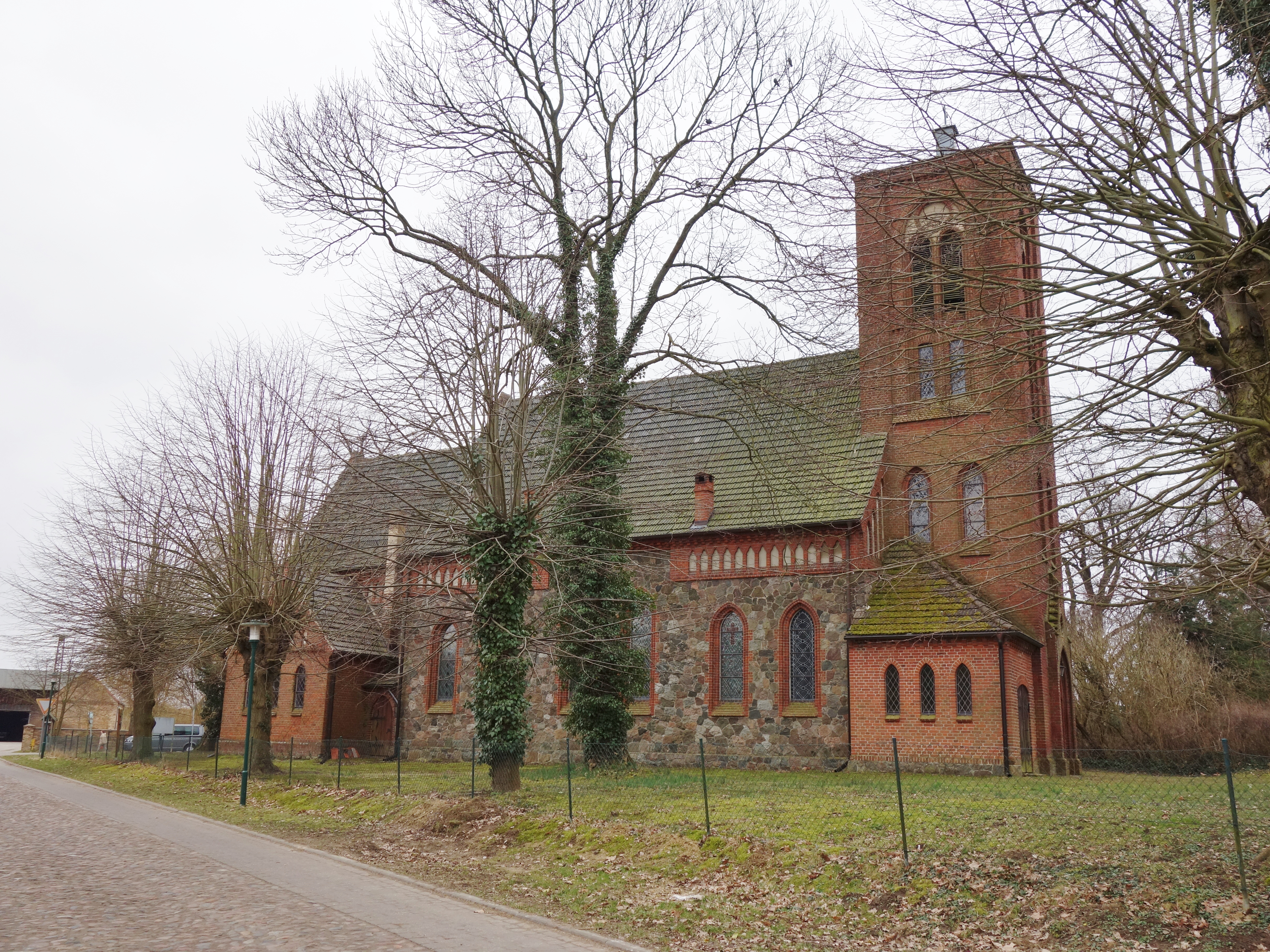
Dorfkirche Rohrlack
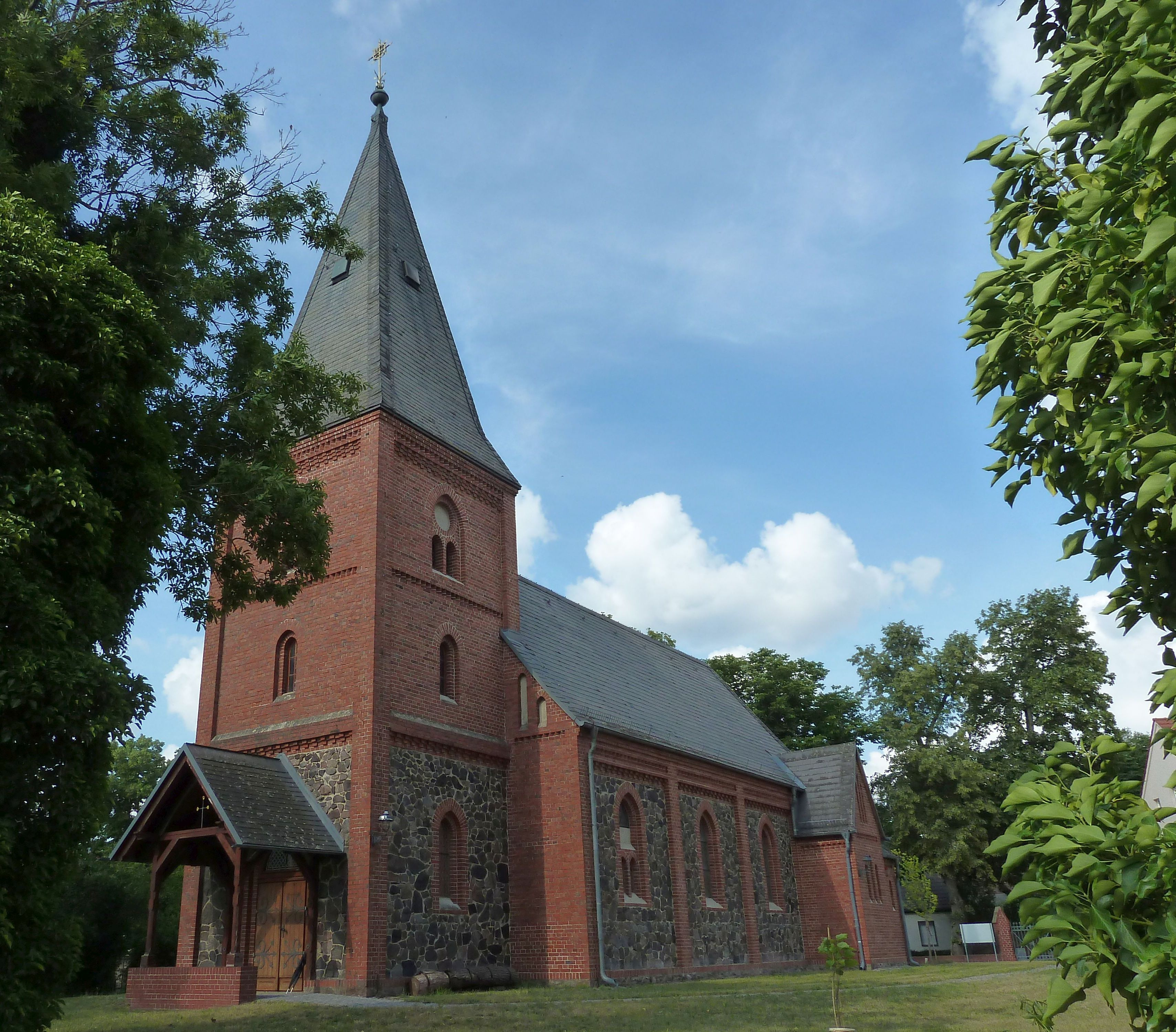
Dorfkirche Kartzow
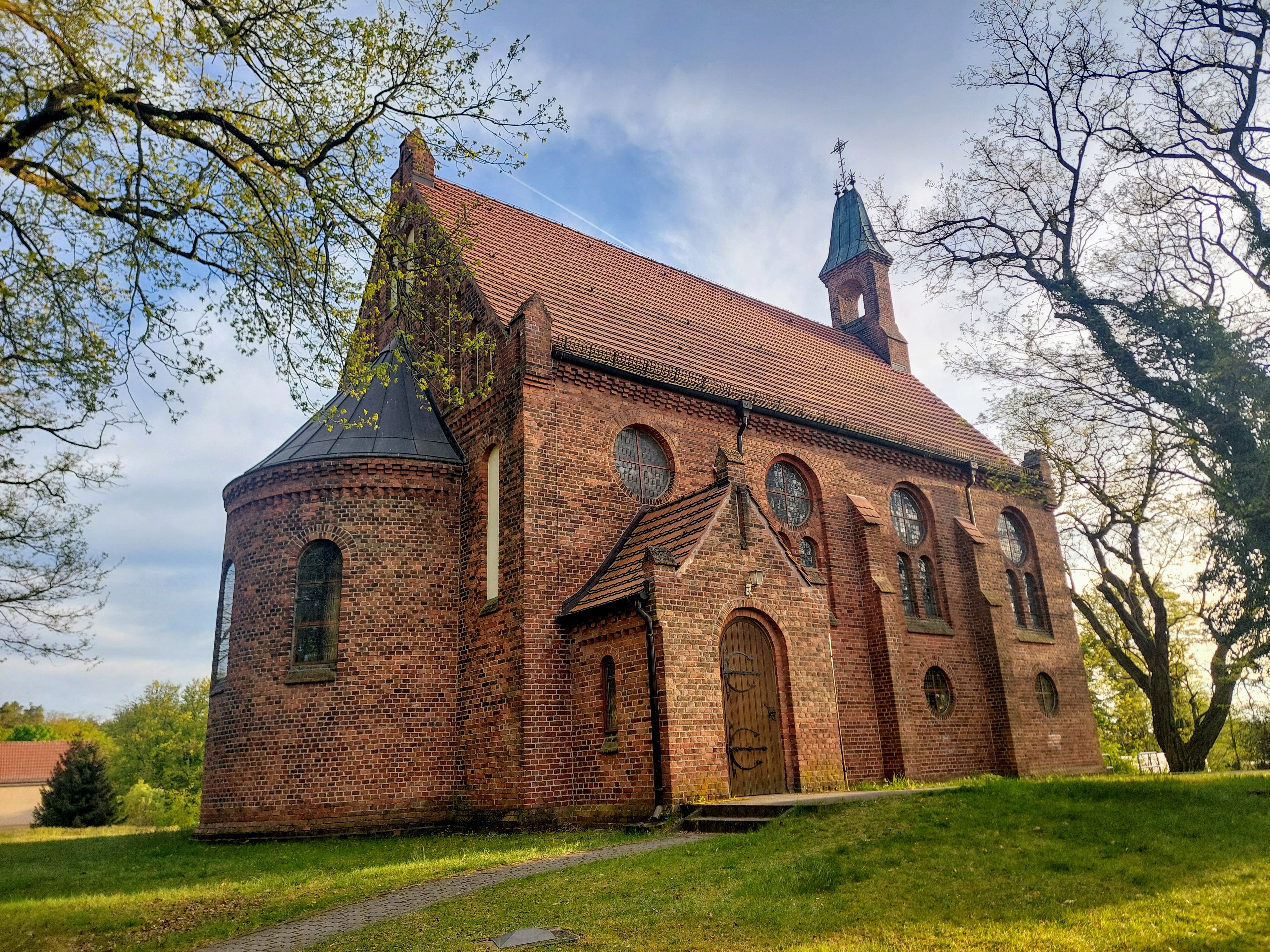
Kirche in Grünheide
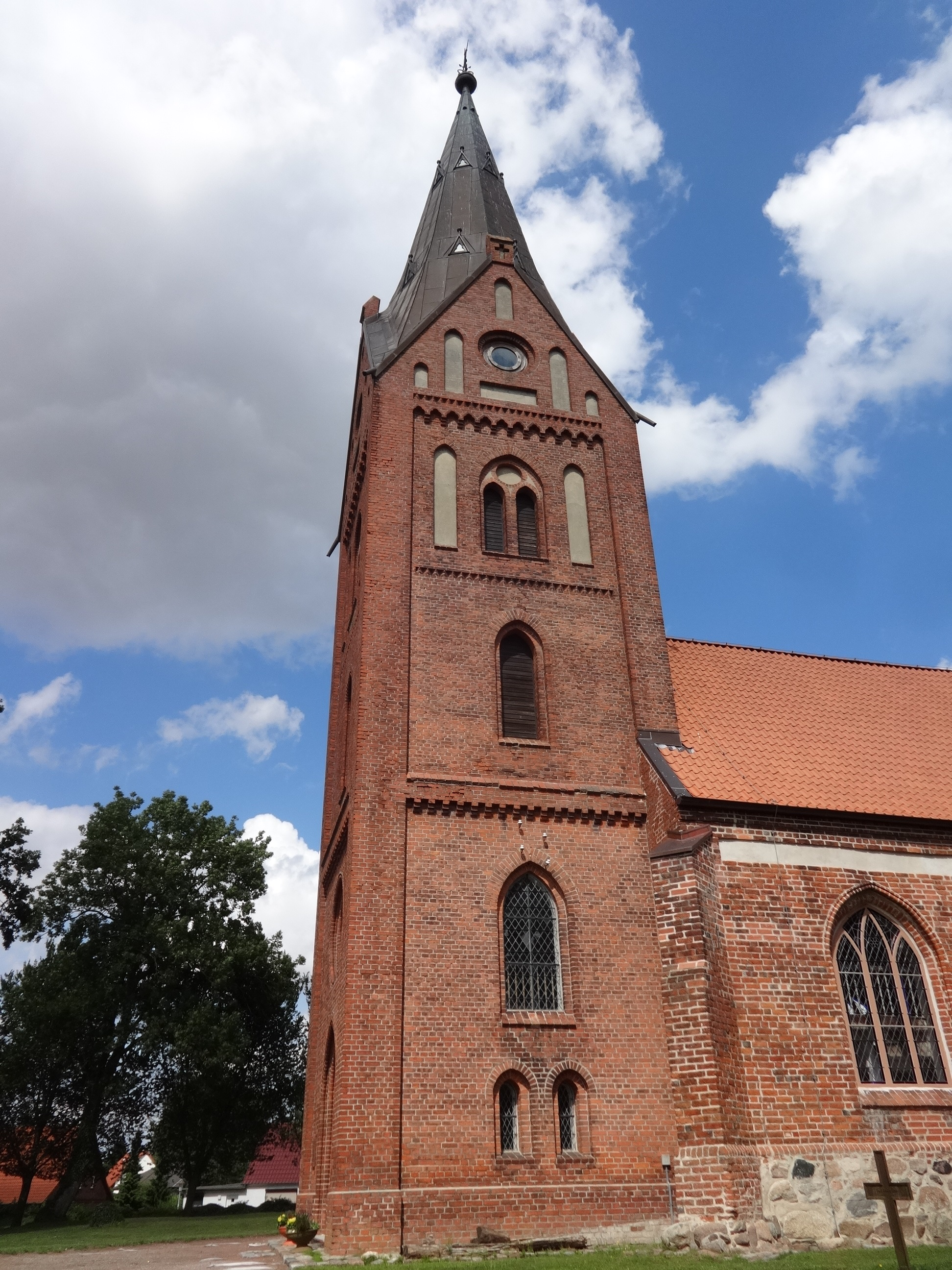
Turm der Kirche in Hanshagen
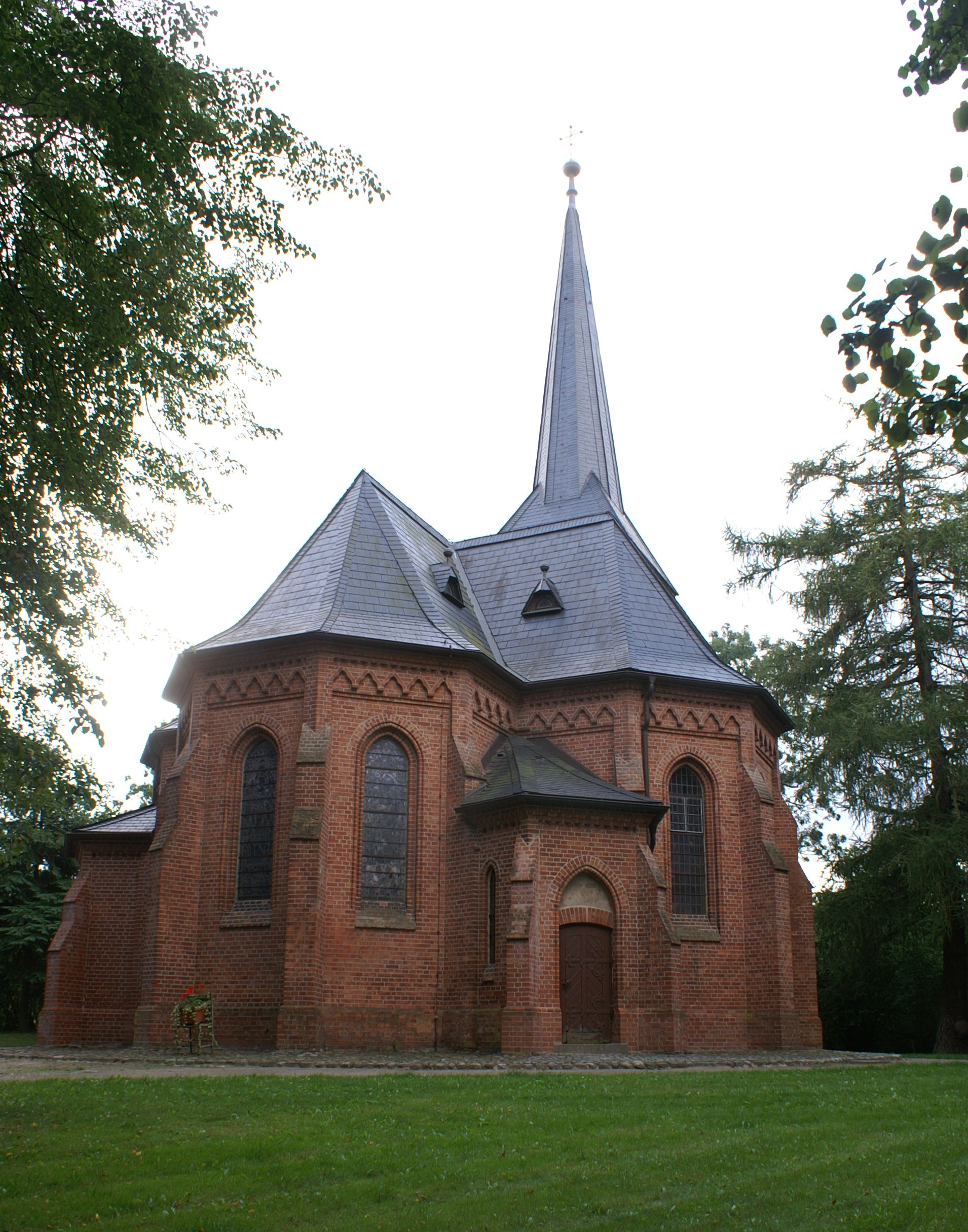
Wartislawkirche in Stolpe
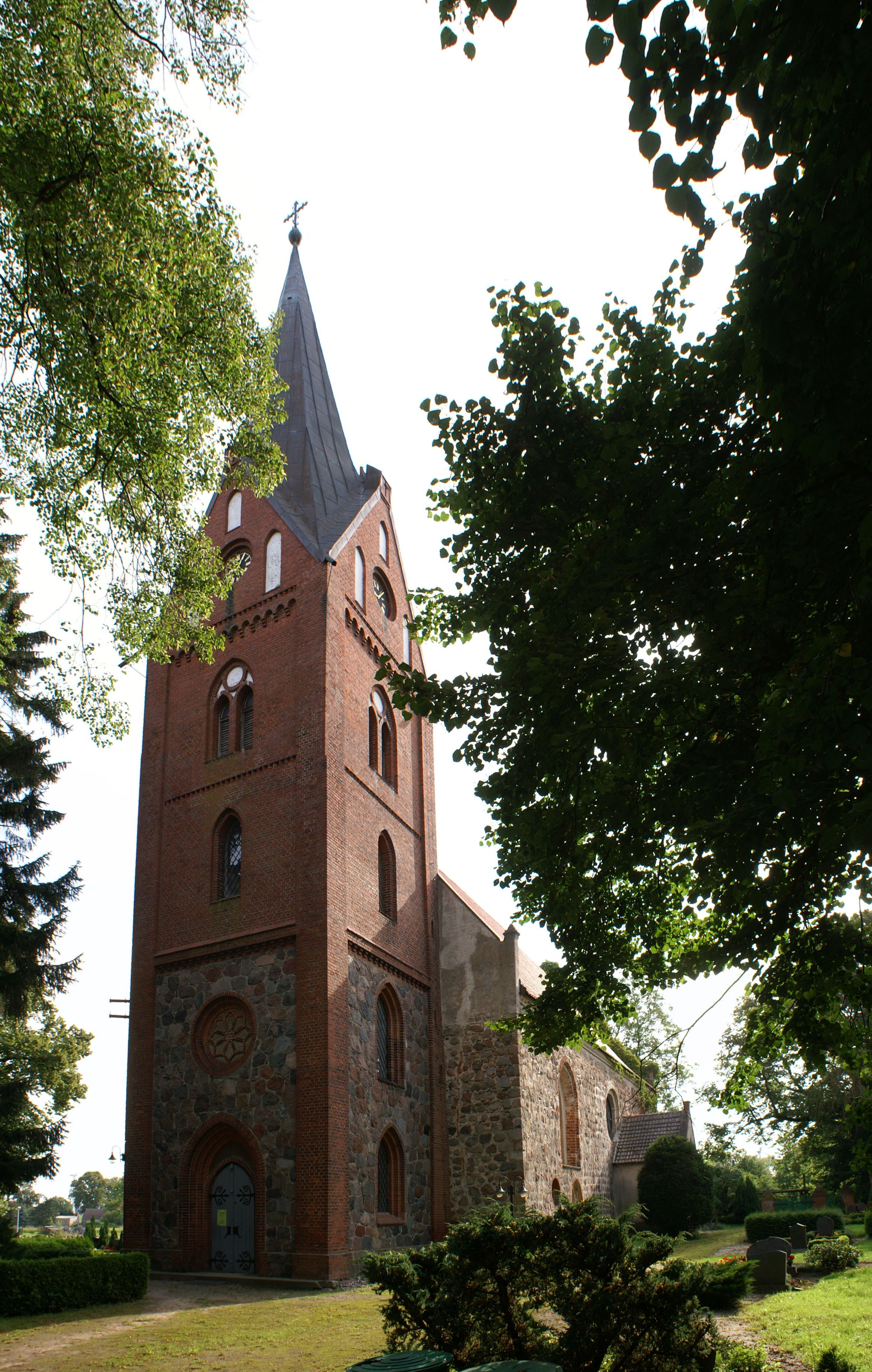
Turm der Kirche von Zarnekow
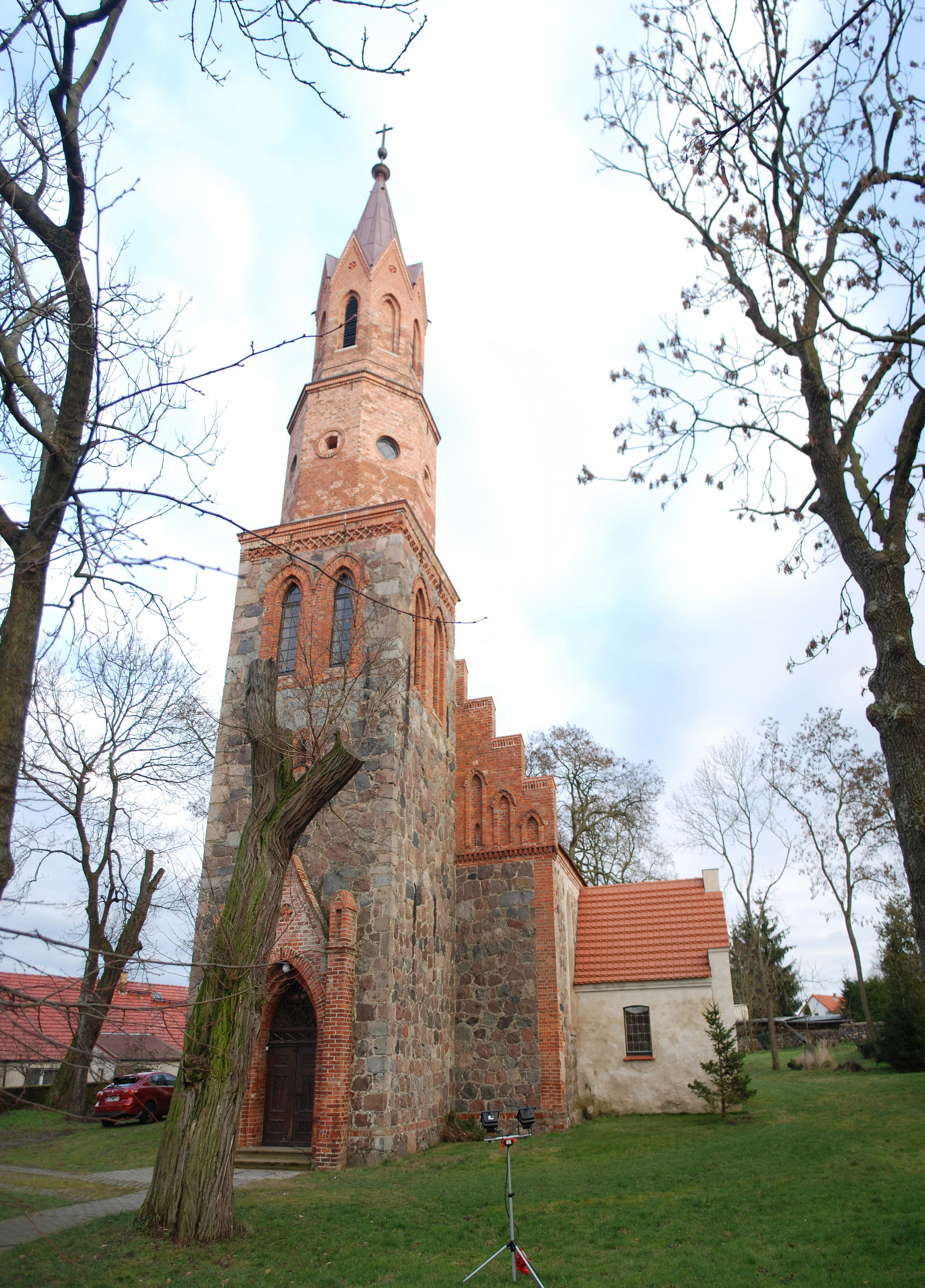
Kirche in Casekow

## Schriften
- Der Todtentanz in der Marienkirche zu Berlin und Geschichte und Idee der Todtentanzbilder überhaupt. Ein Beitrag zur Archäologie und Kulturgeschichte. (mit sechs photolithographischen Tafeln) Berlin 1876. (eingeschränkte Vorschau bei Google Bücher)
- Der Todtentanz in der Marien-Kirche zu Berlin und Geschichte und Idee der Todtentanz-Bilder überhaupt. (mit vier farbigen Lithographien) Selbstverlag, Berlin 1883.